# Граф Шрикханде
Граф Шрикханде — граф, найденный С. С. Шрикханде (англ.) в 1959 году. Граф сильно регулярен, имеет 16 вершин и 48 рёбер и каждая вершина имеет степень 6. Каждая пара узлов имеет ровно два общих соседа, независимо от того, связана эта пара ребром или нет.

## Построение
Граф Шрикханде можно построить как граф Кэли, в котором множество вершин — это {\displaystyle \mathbb {Z} _{4}\times \mathbb {Z} _{4}}, а две вершины связаны тогда и только тогда, когда разность находится в {\displaystyle \{\pm (1,0),\pm (0,1),\pm (1,1)\}}.

## Свойства
В графе Шрикханде любые две вершины I и J имеют двух различных общих соседей (исключая сами вершины I и J), что выполняется вне зависимости от того, смежны ли I и J, или нет. Другими словами, граф сильно регулярен и его параметрами являются: {16,6,2,2}, то есть {\displaystyle \lambda =\mu =2}. Из этого равенства следует, что граф ассоциирован с симметричными сбалансированными неполными блок-схемами (англ. Balanced Incomplete Block Designs, BIBD). Граф Шрикханде разделяет эти параметры с точно одним другим графом, 4×4 ладейным графом, то есть рёберным графом L(K4,4) полного двудольного графа K4,4. Последний граф является единственным рёберным графом L(Kn, n), для которого параметры сильной регулярности не определяют этот граф единственным образом, и граф делит их с другим графом, а именно графом Шрикханде (который не является ладейным графом).
Граф Шрикханде локально шестиуголен. То есть соседи каждой вершины образуют цикл из шести вершин. Как и любой локально цикличный граф, граф Шрикханде является 1-мерным остовом триангуляции Уитни некоторой поверхности. В случае графа Шрикханде эта поверхность является тором, в котором каждая вершина окружена шестью треугольниками Таким образом, граф Шрикханде — это тороидальный граф. Вложение образует регулярное отображение в тор с 32 треугольными гранями. Остов дуального графа этого отображения (как вложенного в тор) — граф Дика, кубический симметричный граф.
Граф Шрикханде не является дистанционно-транзитивным. Это самый маленький дистанционно-регулярный граф, не являющийся дистанционно-транзитивным.
Группа автоморфизмов графа Шрикханде имеет порядок 192. Она действует транзитивно на вершины, на рёбра и дуги графа. Поэтому граф Шрикханде является симметричным графом.
Характеристический многочлен графа Шрикханде равен {\displaystyle (x-6)(x-2)^{6}(x+2)^{9}}. Таким образом, граф Шрикханде является целым графом — его спектр состоит всецело из целых чисел.
Граф имеет книжную толщину 4 и число очередей 3.

## Галерея
- Граф Шрикханде является тороидальным.
- Хроматическое число графа Шрикханде равно 4.
- Хроматический индекс графа Шрикханде равен 6.
- Граф Шрикханде, нарисованный симметрично.
- Граф Шрикханде гамильтонов.